# Lancer du poids féminin aux Jeux olympiques d'été de 1992
Pour un article plus général, voir Athlétisme aux Jeux olympiques d'été de 1992.
Navigation
Séoul 1988 Atlanta 1996
L'épreuve du lancer du poids féminin aux Jeux olympiques de 1992 s'est déroulée les 6 et 7 août 1992 au Stade olympique de Montjuic de Barcelone, en Espagne. Elle est remportée par la Russe Svetlana Krivelyova qui concourt pour l'équipe unifiée de l’ex-URSS.

## Résultats

### Finale
| Rang               | Athlète                     | Pays                        | 1     | 2     | 3     | 4     | 5     | 6     | Marque  |
| ------------------ | --------------------------- | --------------------------- | ----- | ----- | ----- | ----- | ----- | ----- | ------- |
| Médaille d'or      | Svetlana Krivelyova         | Équipe unifiée de l’ex-URSS | 20.34 | 20.09 | X     | 19.99 | 20.89 | 21.06 | 21.06 m |
| Médaille d'argent  | Huang Zhihong               | Chine                       | 20.25 | 20.19 | 20.47 | X     | 20.11 | 20.44 | 20.47 m |
| Médaille de bronze | Kathrin Neimke              | Allemagne                   | 19.61 | 18.56 | 19.56 | 19.22 | X     | 19.78 | 19.78 m |
| 4                  | Belsy Laza                  | Cuba                        | 18.78 | 19.70 | X     | X     | 18.69 | 18.75 | 19.70 m |
| 5                  | Zhou Tianhua                | Chine                       | 19.11 | 18.66 | 18.64 | 19.26 | 18.34 | 18.57 | 19.26 m |
| 6                  | Svetla Mitkova              | Bulgarie                    | 19.23 | X     | X     | 19.09 | 19.21 | 19.19 | 19.23 m |
| 7                  | Stephanie Storp             | Allemagne                   | 17.58 | 19.10 | 19.08 | X     | 18.96 | 18.43 | 19.10 m |
| 8                  | Vita Pavlysh                | Équipe unifiée de l’ex-URSS | 18.69 | X     | X     | X     | 18.61 | X     | 18.69 m |
| 9                  | Natalya Lisovskaya          | Équipe unifiée de l’ex-URSS | 18.60 | X     | X     |       |       |       | 18.60 m |
| 10                 | Krystyna Danilczyk-Zabawska | Pologne                     | 17.61 | 17.89 | 18.29 |       |       |       | 18.29 m |
| 11                 | Ramona Pagel                | États-Unis                  | 18.24 | 18.04 | 17.21 |       |       |       | 18.24 m |
| 12                 | Zhen Wenhua                 | Chine                       | 17.56 | 17.81 | X     |       |       |       | 17.81 m |

## Légende
Records et Performances
- AR : Record continental (area record)
- CR : Record des championnats (championship record)
- MR : Record du meeting (meet record)
- NR : Record national (national record)
- OR : Record olympique (olympic record)
- PR : Record paralympique (paralympic record)
- PB : Record personnel (personal best)
- SB : Meilleure performance personnelle de la saison (season's best)
- WL : Meilleure performance mondiale de l'année (world leader)
- WJR : Record du monde junior (world junior record)
- WR : Record du monde (world record)

Circonstances et Conditions
- DNF : N'a pas terminé (did not finish)
- DNS : N'a pas pris le départ (did not start)
- DQ : Disqualification (disqualification)
- NM : Aucun essai valable enregistré (No Mark)
- Q : Qualifié « directement » au prochain tour (ou à la prochaine compétition), lors d'une compétition majeure, grâce au classement ou à la réalisation des minima (automatic qualifier)
- q : Qualifié au prochain tour (ou à la prochaine compétition), lors d'une compétition majeure, grâce au repêchage ou à la réalisation de l'une des meilleures performances parmi celles des « non qualifiés directement » (grâce au meilleur temps ou à la meilleure distance par exemple) (secondary qualifier)